# Hermanas de la Caridad de Seton Hill
La Congregación de Hermanas de la Caridad de Seton Hill (oficialmente en latín: Congregatio Sororum Caritatis (Seton Hill)) es una congregación religiosa católica femenina, de vida apostólica y de derecho pontificio, fundada en 1888 por la religiosa estadounidense Aloysia Lowe, en Seton Hill. A las religiosas de este instituto se les conoce como setonianas y posponen a sus nombres las siglas S.C.S.H.

## Historia
La congregación tiene su origen en las Hermanas de la Caridad de Emmitsburg, fundadas en 1809 por la religiosa estadounidense Isabel Ana Bayley. La fundadora envió un grupo de religiosas a fundar una comunidad en Altoona (Pensilvania) en 1870. Esta comunidad se trasladó en 1882 a la localidad de Seton Hill, cerca de Greensburg, y a la cabeza de Aloysia Lowe, superiora, se independizaron de la casa madre en 1888 y formaron un nuevo instituto, dando origen a la Congregación de las Hermanas de la Caridad de Seton Hill.
El instituto recibió la aprobación como congregación religiosa de derecho diocesano en 1888, de parte de John Tuigg, obispo de Pittsburgh. El papa Pío XII elevó el instituto a congregación religiosa de derecho pontificio, mediante decretum laudis del 20 de diciembre de 1948.

## Organización
La Congregación de Hermanas de la Caridad de Seton Hill es un instituto religioso de derecho pontificio y centralizado, cuyo gobierno es ejercido por una superiora general. Hace parte de la Federación de Hermanas de la Caridad de la Tradición Vicentina-Setoniana y su sede central se encuentra en Roma (Italia).
Las setonianas viven según el modelo de vida establecido en sus propias constituciones, beben de la espiritualidad y obra de Vicente de Paúl y se dedican a la educación e instrucción cristiana de la juventud (colegios y catequesis), a la asistencia de los ancianos y enfermos y a otras obras de caridad. En 2017, el instituto contaba con 374 religiosas y 77 comunidades, presentes en Corea del Sur, China, Estados Unidos e Israel.